# RAI
A Radiotelevisione Italiana (acrônimos: Rai ou RAI) é uma empresa de televisão e rádio estatal italiana.
RAI é um acrônimo para  Radio Audizioni Italiane, ou seja, Rádio Audições Italianas. Antes se chamava EIAR (Ente Italiano per le Audizioni Radiofoniche) e ocupava-se apenas de transmissões radiofônicas, até que em 3 de janeiro de 1954 a RAI TV começou a emitir sinais televisivos em escala nacional.
Foi graças ao equipamento de alta tecnologia doado pela família de Antonio Bernocchi que, aos de 11 de setembro de 1949, o primeiro vídeo programa de TV experimental, com a transmissão do Museu de Trienal de Milão, começou na Itália, para continuar após o programa oficial de 3 de janeiro de 1954, organizado pela televisão estatal RAI sempre a partir "Bernocchi Triennale" de Milão.

## Canais de televisão
Atualmente, a Rai é constituída pelos seguintes canais:
| Logótipo | Canal       | Descrição | Fundação                         |
| -------- | ----------- | --- | -------------------------------- |
|          | Rai 1       | Generalista, voltado para o entretenimento, informação e programas educativos.                                                                       | 3 de janeiro de 1954 (71 anos)   |
|          | Rai 2       | Generalista, voltado para o público juvenil, transmitindo talk shows, reality shows, informação, entretenimento e séries.                            | 4 de novembro de 1961 (63 anos)  |
|          | Rai 3       | Generalista, voltado para a informação nacional e regional, espaços para grupos sociais, programas educativos, reportagens e desportos minoritários. | 15 de dezembro de 1979 (45 anos) |
|          | Rai 4       | Semi-generalista, dedicado ao público jovem, exibindo filmes, séries americanas e animes.                                                            | 14 de julho de 2008 (17 anos)    |
|          | Rai 5       | Semi-generalista, dedicado á arte, moda, dança, opera, teatro, culinária, viagens, e documentários.                                                  | 26 de novembro de 2010 (14 anos) |
|          | Rai Movie   | Filmes | 1 de julho de 1999 (26 anos)     |
|          | Rai Premium | Antigos programas da RAI. | 31 de julho de 2003 (22 anos)    |
|          | Rai Gulp    | Virado para o público infantil e juvenil. | 1 de junho de 2007 (18 anos)     |
|          | Rai YoYo    | Bebés/crianças de 1-2 anos | 1 de novembro de 2006 (18 anos)  |
|          | Rai News 24 | Informação ao vivo 24 horas por dia com atualizados a cada 30 minutos.                                                                               | 26 de abril de 1999 (26 anos)    |
|          | Rai Storia  | Documentários dedicados á história | 2 de fevereiro de 2009 (16 anos) |
|          | Rai Sport   | Desporto e notícias | 1 de fevereiro de 1999 (26 anos) |
|          | Rai Scuola  | Educacional | 19 de outubro de 2009 (15 anos)  |

Além do mundo televisivo, a Rai especializou-se também nos últimos anos em produções cinematográficas (Rai Fiction e Rai Cinema) com as quais frequentemente está presente em concursos internacionais.

### Canais regionais
| Logótipo | Canal                                | Descrição                                                              | Fundação       |
| -------- | ------------------------------------ | ---------------------------------------------------------------------- | -------------- |
|          | Rai 3 Südtirol                       | Serviço regional em língua alemã para Trentino-Alto Ádige.             |                |
|          | Rai Ladinia                          | Serviço regional em língua ladino-dolomítica para Trentino-Alto Ádige. | 1988 (37 anos) |
|          | Rai 3 BIS Furlanija Julijska Krajina | Serviço regional em língua eslovena para Friul-Veneza Júlia.           |                |

### Canais em alta definição
| Logótipo | Canal          | Fundação                        |
| -------- | -------------- | ------------------------------- |
|          | Rai 1 HD       | 25 de outubro de 2013 (11 anos) |
|          | Rai 2 HD       | 25 de outubro de 2013 (11 anos) |
|          | Rai 3 HD       | 25 de outubro de 2013 (11 anos) |
|          | Rai 4 HD       | 21 de janeiro de 2016 (9 anos)  |
|          | Rai 5 HD       | 19 de setembro de 2016 (8 anos) |
|          | Rai Movie HD   | 26 de maio de 2016 (9 anos)     |
|          | Rai Premium HD | 26 de maio de 2016 (9 anos)     |
|          | Rai Gulp HD    | 4 de janeiro de 2017 (8 anos)   |
|          | Rai YoYo HD    | 4 de janeiro de 2017 (8 anos)   |
|          | Rai News 24 HD | 4 de janeiro de 2017 (8 anos)   |
|          | Rai Storia HD  | 4 de janeiro de 2017 (8 anos)   |
|          | Rai Sport HD   | 14 de setembro de 2015 (9 anos) |
|          | Rai Scuola HD  | 4 de janeiro de 2017 (8 anos)   |

### Canais Ultra HD
| Logótipo | Canal  | Fundação                     |
| -------- | ------ | ---------------------------- |
|          | Rai 4K | 12 de junho de 2016 (9 anos) |

### Canais internacionais
| Logótipo             | Canal              | Descrição                        | Fundação                       |
| -------------------- | ------------------ | -------------------------------- | ------------------------------ |
|                      | Rai Italia America | Canal internacional generalista. | 1 de janeiro de 1992 (33 anos) |
| Rai Italia Asia      |                    | Canal internacional generalista. | 1 de janeiro de 1992 (33 anos) |
| Rai Italia Australia |                    | Canal internacional generalista. | 1 de janeiro de 1992 (33 anos) |
| Rai Italia Africa    |                    | Canal internacional generalista. | 1 de janeiro de 1992 (33 anos) |
|                      | Rai World Premium  | Ficção da RAI.                   | 2013 (12 anos)                 |

## Canais de rádio
Atualmente, a Rai é constituída pelos seguintes canais:
| Logótipo | Estação                  | Descrição | Canais                                                             | Fundação                         |
| -------- | ------------------------ | --- | ------------------------------------------------------------------ | -------------------------------- |
|          | Rai Radio 1              | Informação e desporto. | FM, AM, DAB, Rádio por cabo, RaiPlay Radio, iTunes, TDT e Tivù Sat | 6 de outubro de 1924 (100 anos)  |
|          | Rai Radio 2              | Música adulto-contemporânea e entretenimento. | FM, DAB, Rádio por cabo, RaiPlay Radio, iTunes, TDT e Tivù Sat     | 21 de março de 1938 (87 anos)    |
|          | Rai Radio 3              | Música clássica e cultura. | FM, DAB, Rádio por cabo, RaiPlay Radio, iTunes, TDT e Tivù Sat     | 1 de outubro de 1950 (74 anos)   |
|          | Rai Gr Parlamento        | Transmissão dos trabalhos do Parlamento. | FM, DAB, RaiPlay Radio, TDT e Tivù Sat                             | 5 de janeiro de 1998 (27 anos)   |
|          | Rai Radio Kids           | Dedicado a crianças com música, histórias e jogos das 6h30 às 20h30 e até às 6h00 da manhã seguinte contos de fadas.                              | DAB, RaiPlay Radio, TDT e Tivù Sat                                 | 12 de junho de 2017 (8 anos)     |
|          | Rai Radio Live           | 24 horas por dia, uma janela completa sobre os mais importantes eventos ao vivo, pop, rock, dança, do presente e do passado na Itália e no mundo. | DAB, RaiPlay Radio, TDT e Tivù Sat                                 | 24 de outubro de 2015 (9 anos)   |
|          | Rai Radio Tutta Italiana | Dedicado, exclusivamente, à música italiana e em italiano.                                                                                        | DAB, Rádio por cabo, RaiPlay Radio,TDT e Tivù Sat                  | 1 de dezembro de 1958 (66 anos)  |
|          | Rai Radio Techetè        | Arquivo radiofónico. | DAB, RaiPlay Radio, TDT e Tivù Sat                                 | 7 de setembro de 2015 (9 anos)   |
|          | Rai Radio 1 Sport        | Desporto. | DAB, RaiPlay Radio, TDT e Tivù Sat                                 | 14 de junho de 2018 (7 anos)     |
|          | No Name Radio            | Música independente e alternativa. | DAB, RaiPlay Radio, TDT e Tivù Sat                                 | 16 de dezembro de 2022 (2 anos)  |
|          | Rai Radio 3 Classica     | Música clássica e ópera | FM, DAB, Rádio por cabo, RaiPlay Radio, TDT e Tivù Sat             | 1 de dezembro de 1958 (66 anos)  |
|          | Rai Isoradio             | Informação sobre o trânsito. | FM, DAB, RaiPlay Radio, TDT e Tivù Sat                             | 23 de dezembro de 1989 (35 anos) |

### Canais regionais
| Logótipo | Canal                     | Descrição                                                                                       | Canais                           | Fundação                         |
| -------- | ------------------------- | ----------------------------------------------------------------------------------------------- | -------------------------------- | -------------------------------- |
|          | Rai Radio Südtirol        | Serviço regional em língua alemã para Trentino-Alto Ádige.                                      | FM, DAB, RaiPlay Radio e TDT     |                                  |
|          | Rai Radio Trst A          | Serviço regional em língua eslovena para Friul-Veneza Júlia.                                    | FM, AM, DAB, RaiPlay Radio e TDT | 5 de fevereiro de 1944 (81 anos) |
|          | Rai Friuli-Venezia Giulia | Serviço regional em língua eslovena, língua italiana e língua friulana para Friul-Veneza Júlia. | FM, AM, DAB, RaiPlay Radio e TDT | 1931 (94 anos)                   |

## Plataformas online
Atualmente, a Rai é constituída pelos seguintes canais:
| Logótipo | Estação       | Descrição                                                                     | Fundação                        |
| -------- | ------------- | ----------------------------------------------------------------------------- | ------------------------------- |
|          | RaiPlay       | Plataforma dedicada às emissões em direto de televisão e programas on-demand. | 12 de setembro de 2016 (8 anos) |
|          | RaiPlay Sound | Plataforma dedicada às emissões em direto de rádio e programas on-demand.     | 19 de dezembro de 2017 (7 anos) |

## Estruturas
As atividades da empresa também são realizadas graças a estruturas como:
| Logótipo | Canal                   | Descrição |
| -------- | ----------------------- | --- |
|          | Rai News                | Estrutura dedicada à informação, engloba a Rai News24 (o canal de informação 24 horas), a Rainews.it (portal online de notícias) e a Rai Televideo (serviço teletexto).                                                                               |
|          | Rai Cultura             | Estrutura dedicada à cultura e educação, engloba a Rai 5, a Rai Storia e a Rai Scuola. |
|          | Rai Gold                | Estrutura temática de cinema e de séries, engloba a Rai 4, a Rai Premium e a Rai Movie. |
|          | Rai Kids                | Estrutura temática infantil, engloba a Rai Yoyo e a Rai Gulp. |
|          | Rai Radio               | Estrutura temática radiofónica. Ver RAI#Canais de rádio. |
|          | Rai Teche               | Estrutura do arquivo da RAI. |
|          | Rai Vaticano            | Estrutura de colaboração com a Vatican Media, a televisão estatal do Vaticano, que transmite eventos ao vivo. |
|          | Rai Quirinale           | Estrutura que se ocupa da transmissão da mensagem de fim de ano do Presidente da República Italiana e outros eventos que envolvem a Presidência da República.                                                                                         |
|          | Rai Fiction             | Estrutura que se ocupa da produção de dramaturgia nacional. |
|          | Rai Libri               | Estrutura dedicada à atividade de editoração. |
|          | Rai Sport               | Estrutura dedicada ao desporto transmitido na Rai 1, Rai 2, Rai 3 e, por vezes da Rai 4. É, também, responsável pelo canal Rai Sport. |
|          | Rai Notte               | Estrutura dedicada à exibição de programas durante as madrugadas da Rai 1, Rai 2 e Rai 3. |
|          | Struttura Grandi Eventi | Estrutura encarregue da produção e cobertura televisiva dos chamados grandes eventos transmitidos ao vivo pela Rai, tanto desportivo, como noticiosos, como de entretenimento. Os eventos produzidos incluem o Festival de Sanremo e o Giro d'Italia. |